# Job d'Édesse
Pour les articles homonymes, voir Job.
Job d'Édesse (en syriaque Ayyub Urhāyā) est un philosophe, savant et traducteur de langue syriaque dont l'activité se situe dans les premières décennies du IXe siècle à Bagdad. Fidèle de l'Église nestorienne, c'est un contemporain du catholicos Timothée Ier.
Il est connu comme un important traducteur des œuvres de Galien du grec au syriaque, mentionné comme tel à de nombreuses reprises par Hunayn ibn Ishaq (qui, dans sa lettre sur les traducteurs de Galien, lui attribue au moins vingt-huit traductions). Il réalisa ce travail notamment pour Gabriel bar Bokhticho. 
Son principal ouvrage personnel qui subsiste est le Livre des trésors (ktabā d-simātā), une sorte d'encyclopédie en six livres couvrant la métaphysique, la médecine, les sciences naturelles, les mathématiques et l'astronomie, dont la rédaction se situe vers 817. C'est une synthèse des domaines de recherche alors enseignés à Bagdad et qui reposait sur les méthodes de sciences naturelles mises en place par Aristote et la philosophie grecque.
On conserve aussi de lui un traité sur la rage canine, qui n'a pas encore été édité. Dans le Livre des trésors, il mentionne d'autres ouvrages qu'il avait écrits, mais qui n'ont pas été conservés : un traité de cosmologie, un autre sur l'âme, un autre sur les cinq sens, un autre sur la foi religieuse, un traité de logique sur les syllogismes, un traité de médecine sur l'urine.

## Édition
- Alphonse Mingana (éd.), Encyclopædia of Philosophical and Natural Sciences as taught in Bagdad about AD 817, or Book of Treasures, syriaque et anglais, Woodbrooke Scientific Publications, Cambridge, 1935.